# Smiena 8M

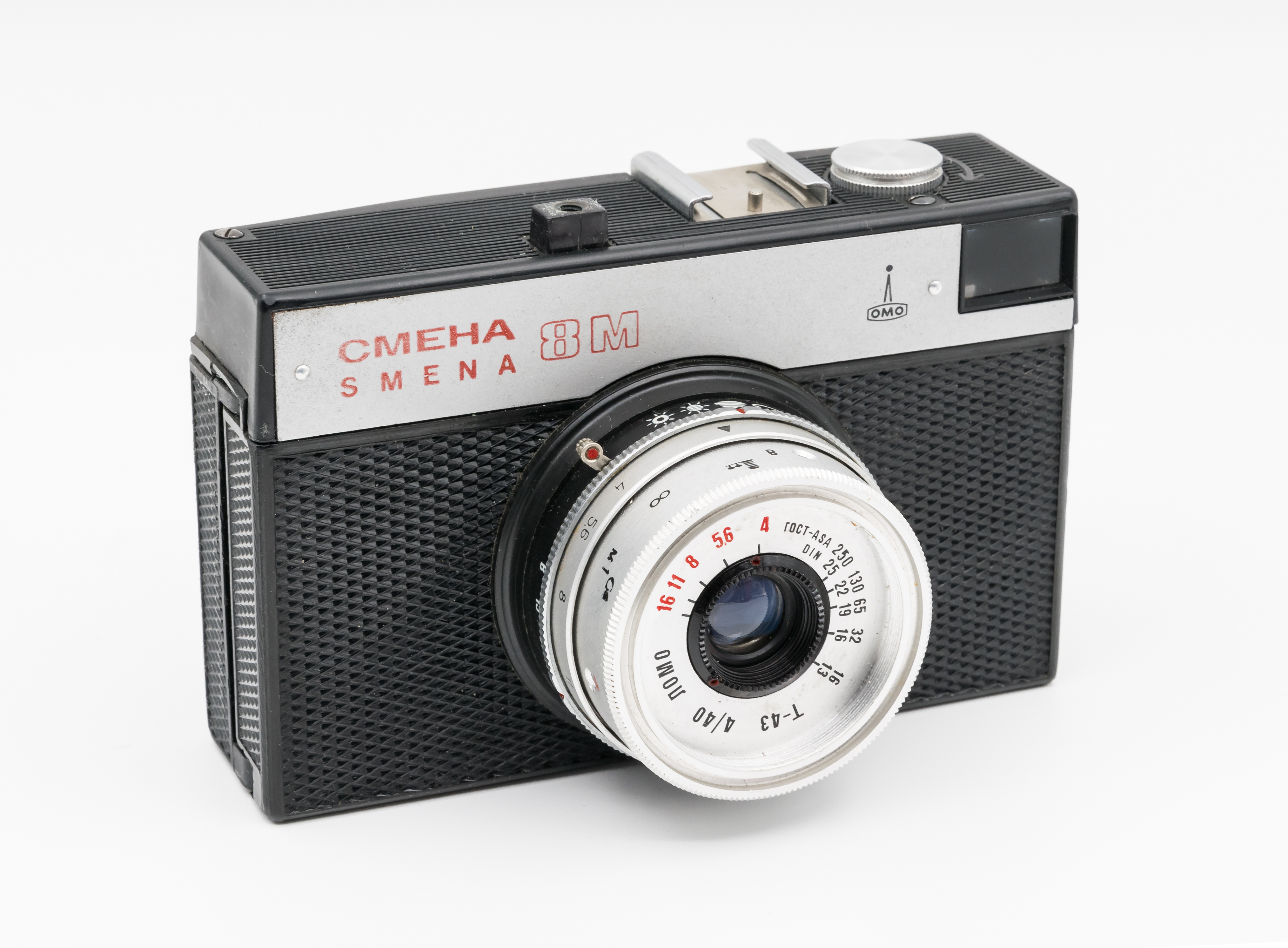
Smiena 8M

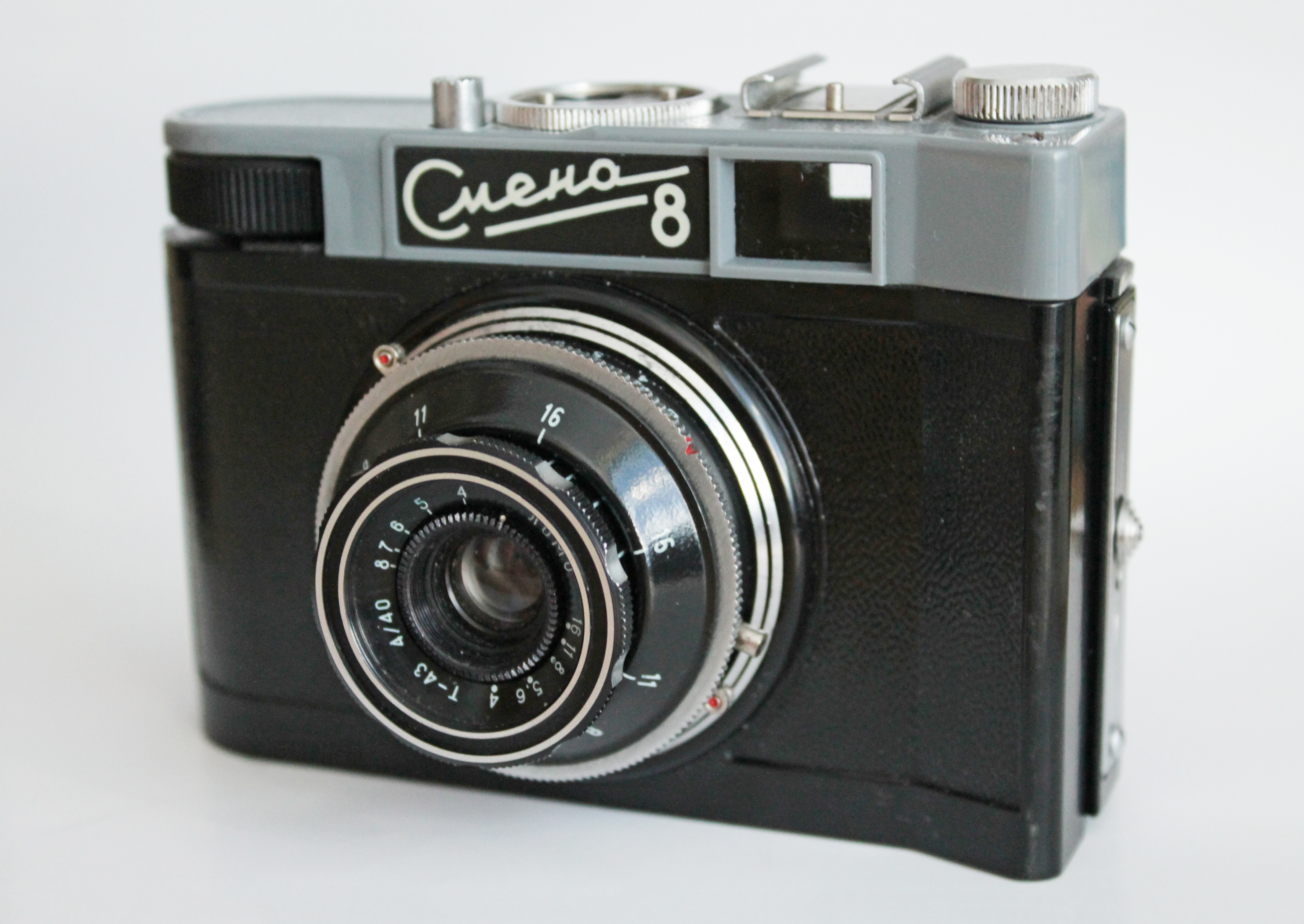
Smiena 8 produkowana w latach 1965–1971, poprzedniczka Smieny 8M

Smena 8M (ros. Смена, czyt. Smiena) – radziecki małoobrazkowy kompaktowy aparat fotograficzny, produkowany w latach 1970–1995 przez przedsiębiorstwo Łomo, będący de facto unowocześnioną technologicznie i estetycznie modyfikacją aparatu Smiena 8.
Smena 8M jest prostym celownikowym aparatem manualnym, pozbawionym dalmierza, światłomierza czy samowyzwalacza. Korpus aparatu wykonany jest z tworzywa sztucznego z dekoracyjnymi elementami metalowymi, zaś obudowa obiektywu – z metalu lekkiego.
Ustawianie ostrości odbywa się ręcznie na podstawie skali na obiektywie, wyposażonej w pomocnicze symbole graficzne. Ekspozycja ustawiana jest całkowicie ręcznie, przy czym zastosowano prosty system ułatwiający prawidłowy dobór parametrów naświetlania: przysłonę ustawia się według czułości użytego filmu (od 1 : 4 dla 13 DIN / 16 GOST do 1 : 16 dla 25 DIN / 250 GOST), zaś czas naświetlania dobiera według graficznych symboli pogody (od 1/250 s dla słońca do 1/15 s dla deszczu).
Aparat wyposażony jest w powlekany obiektyw T-43 (tryplet Cooka) o ogniskowej 40 mm i jasności 1 : 4, posiadający bardzo dobre jak na taką konstrukcję parametry optyczne. Trójlamelkowa migawka sektorowa umieszczona za obiektywem napinana jest całkowicie niezależnie od przewijania filmu – umożliwia to wykonywanie wielokrotnych naświetleń klatki, ale i grozi niezamierzonym powtórnym naświetleniem zdjęcia. Na obudowie obiektywu zlokalizowano gniazdko synchronizacyjne typu PC – synchronizacja lampy błyskowej elektronowej możliwa jest przy wszystkich czasach migawki, zaś lampy błyskowej spaleniowej – tylko przy nastawach 1/15 s i B.
Smena 8M posiada ponadto standardowe gniazdko wężyka spustowego oraz gwint statywowy 1/4 cala.

## Specyfikacja techniczna
- Format klatki – 24 × 36 mm
- Rodzaj materiału światłoczułego – film 35 mm
- Obiektyw – T-43, 40 mm 1 : 4
- Wartość przysłony – od 1 : 4 do 1 : 16
- Czas otwarcia migawki – od 1/15 s do 1/250 s i B
- Zakres ustawiania ostrości – od 1 m do nieskończoności
- Gwint filtra – M35,5 × 0,5[2] (wczesne wersje – M43)